# Sakramentshäuschen St. Martin (Euskirchen)

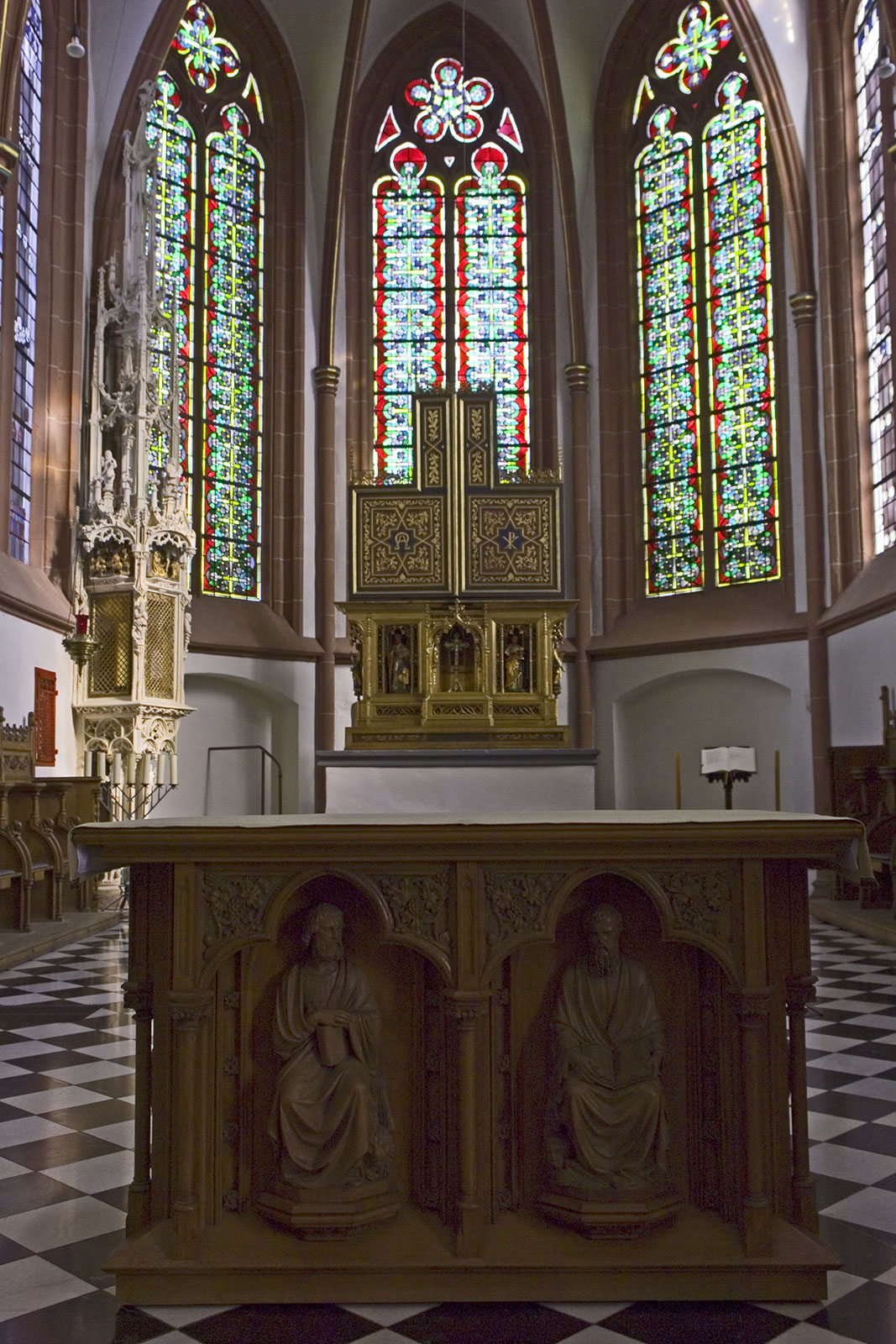
Sakramentshäuschen in Euskirchen (links)

Das Sakramentshäuschen in der katholischen Pfarrkirche St. Martin in Euskirchen, einer Stadt im Süden von Nordrhein-Westfalen, wurde Ende des 15. Jahrhunderts geschaffen.
Das Sakramentshäuschen aus Sandstein hat einen Sockel mit profiliertem Pfeiler, der aus vier Teilen besteht, die von sitzenden Löwen getragen werden. Das vierseitige Gehäuse lehnt mit einer Seite an der Wand des Chors. Es ist nach unten mit durchbrochenen Rundbögen und Kielbögen in Form von baldachinartigen Abschlüssen versehen. Die Eckpfeiler sind reich profiliert, davor stehen auf Konsolen kleine Figuren, die im 19. Jahrhundert ergänzt wurden. Jedes Feld des Gehäuses ist durch eine Gittertür aus schmiedeeisernen Stäben geschlossen; der Rahmen zeigt ein Rankenmotiv. Über jedem Feld kragt ein dreiseitiger Kielbogenbaldachin mit fein durchbrochenen Krabben und Kreuzblumen vor. Unter den Baldachinen sind im Hochrelief dargestellt: Christus in Gethsemane, das Abendmahl und die Kreuzigung Christi. Alle Szenen sind farbig gefasst. Über jedem Baldachin stehen von den ursprünglich drei noch zwei Propheten mit Spruchbändern. 
Der Aufbau über drei Stockwerke besteht aus einem mittleren, viereckigen Pfeiler, dem auf dünnen freistehenden Diensten und weit ausladenden Kapitälchen Figürchen hervortraten, die nicht mehr erhalten sind. Vom durchbrochenen vierseitigen Strebegerüst ist das obere Geschoss übereck gestellt. Die Spitze des Aufbaus ist leicht nach vorn gekrümmt und wird mit einem Pelikan bekrönt. 
Nach der starken Beschädigung im Zweiten Weltkrieg wurden der Figurenschmuck und Teile der Architektur erneuert.  